# Monpardiac
Monpardiac (Monpardiac en gascon) est une commune française située dans le sud du département du Gers en région Occitanie. Sur le plan historique et culturel, la commune est dans le pays d'Astarac, un territoire du sud gersois très vallonné, au sol argileux, qui longe le plateau de Lannemezan.
Exposée à un climat océanique altéré, elle est drainée par le ruisseau de Cassagnau et par divers autres petits cours d'eau.
Monpardiac est une commune rurale qui compte 38 habitants en 2022, après avoir connu un pic de population de 194 habitants en 1846.  Ses habitants sont appelés les Monpardiacais ou  Monpardiacaises.

## Géographie

### Localisation

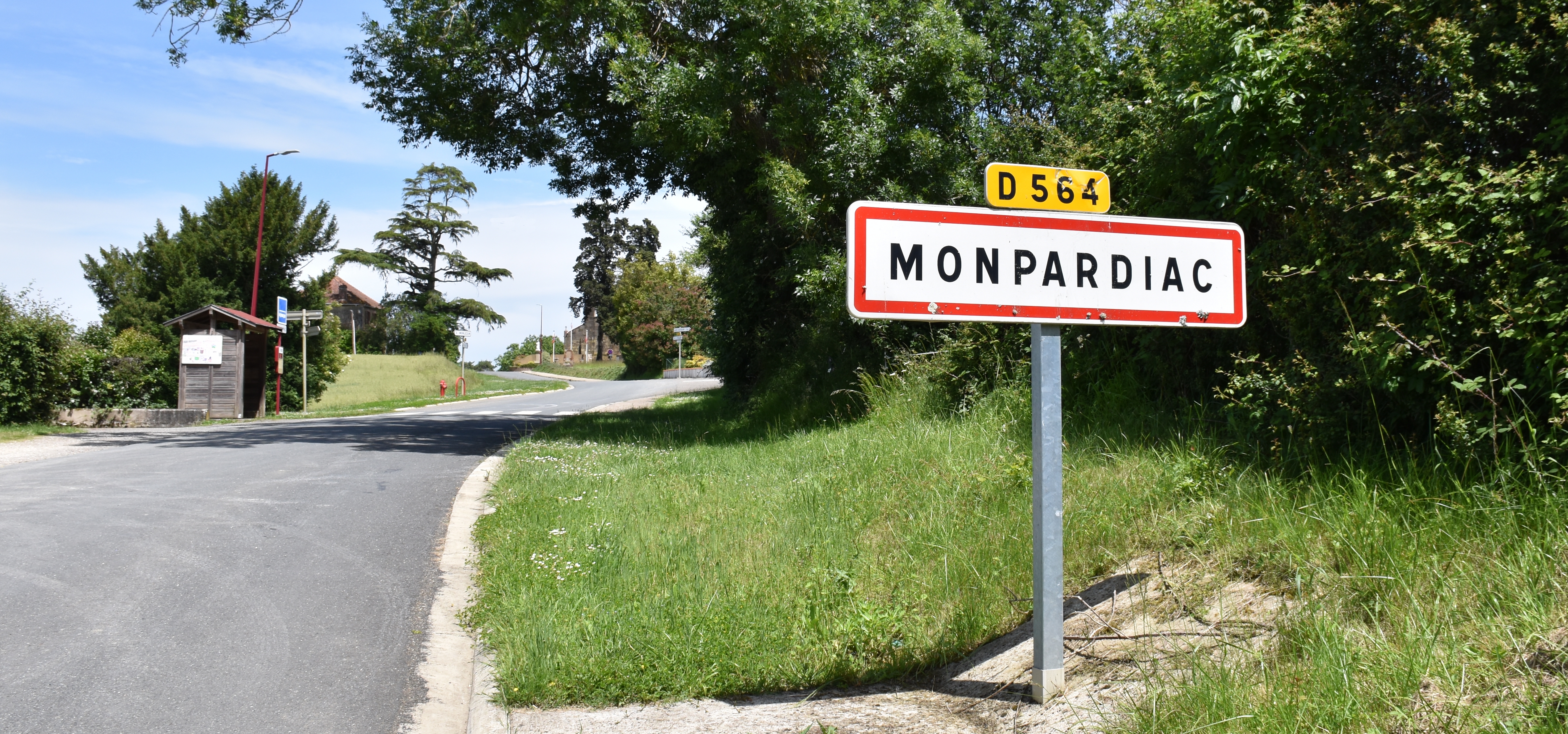
Une entrée du bourg.

Monpardiac est une commune de Gascogne située dans la vallée du Cabournieu sous-affluent de l'Adour par le Bouès.

### Communes limitrophes
Les communes limitrophes sont  Aux-Aussat, Tillac et Troncens.
|          |            | Tillac |
| Troncens | Monpardiac |        |
|          | Aux-Aussat |        |

### Géologie et relief
Monpardiac se situe en zone de sismicité 2 (sismicité faible).

### Hydrographie

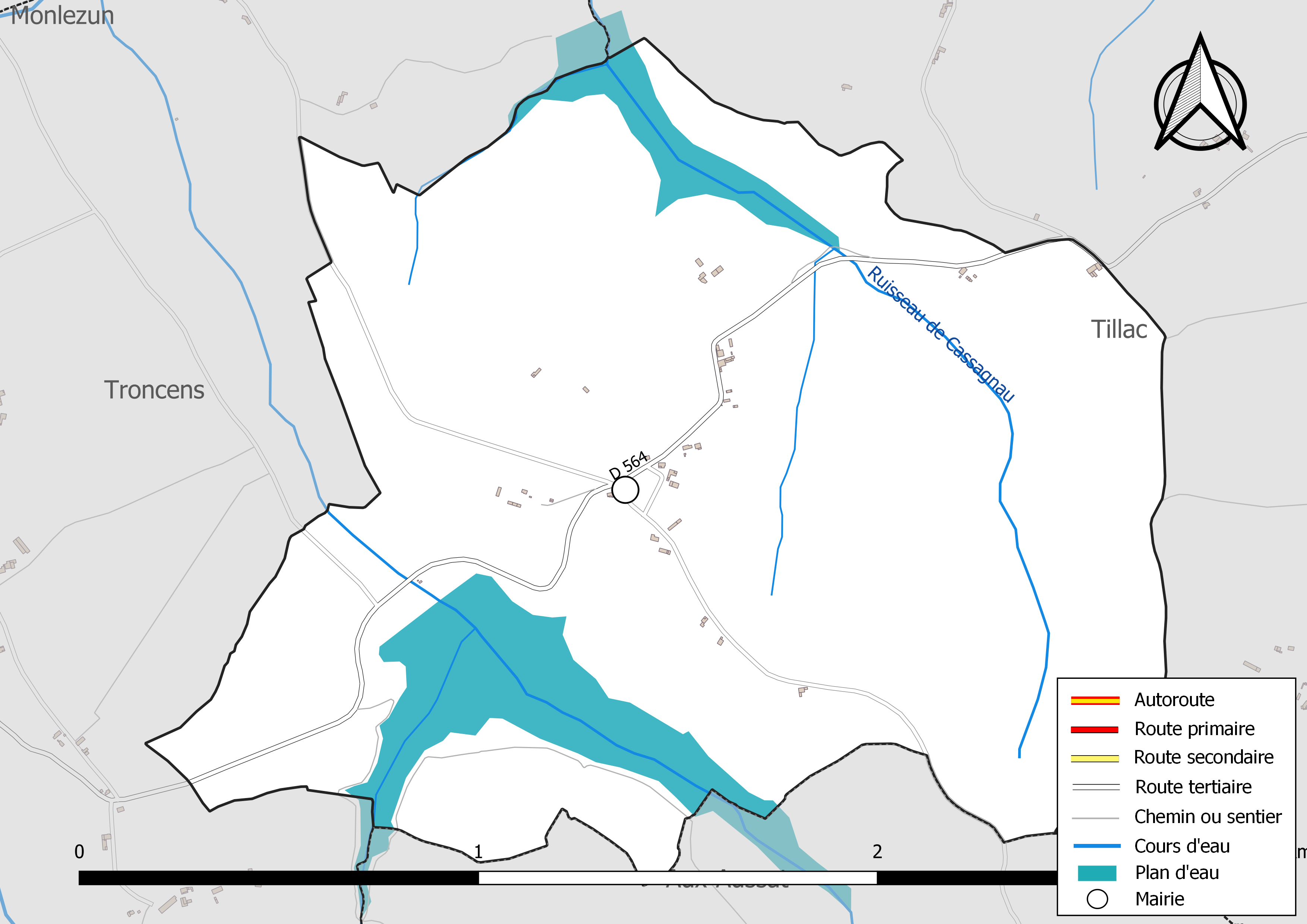
Réseaux hydrographique et routier de Monpardiac.

La commune est dans le bassin de l'Adour, au sein du bassin hydrographique Adour-Garonne. Elle est drainée par le ruisseau de Cassagnau et par divers petits cours d'eau, qui constituent un réseau hydrographique de 6 km de longueur totale,.

### Climat
Pour des articles plus généraux, voir Climat de l'Occitanie et Climat du Gers.
En 2010, le climat de la commune est de type climat océanique altéré, selon une étude s'appuyant sur une série de données couvrant la période 1971-2000. En 2020, Météo-France publie une typologie des climats de la France métropolitaine dans laquelle la commune est toujours exposée à un climat océanique altéré et est dans la région climatique Aquitaine, Gascogne, caractérisée par une pluviométrie abondante au printemps, modérée en automne, un faible ensoleillement au printemps, un été chaud (19,5 °C), des vents faibles, des brouillards fréquents en automne et en hiver et des orages fréquents en été (15 à 20 jours).
Pour la période 1971-2000, la température annuelle moyenne est de 12,1 °C, avec une amplitude thermique annuelle de 15,3 °C. Le cumul annuel moyen de précipitations est de 910 mm, avec 10,2 jours de précipitations en janvier et 7 jours en juillet. Pour la période 1991-2020, la température moyenne annuelle observée sur la station météorologique la plus proche, située sur la commune de Sadeillan à 11 km à vol d'oiseau, est de 13,6 °C et le cumul annuel moyen de précipitations est de 900,9 mm,. Pour l'avenir, les paramètres climatiques de la commune estimés pour 2050 selon différents scénarios d'émission de gaz à effet de serre sont consultables sur un site dédié publié par Météo-France en novembre 2022.

### Milieux naturels et biodiversité
Aucun espace naturel présentant un intérêt patrimonial n'est recensé sur la commune dans l'inventaire national du patrimoine naturel,,.

## Urbanisme

### Typologie
Au 1er janvier 2024, Monpardiac est catégorisée commune rurale à habitat très dispersé, selon la nouvelle grille communale de densité à sept niveaux définie par l'Insee en 2022.
Elle est située hors unité urbaine et hors attraction des villes,.

### Occupation des sols
L'occupation des sols de la commune, telle qu'elle ressort de la base de données européenne d’occupation biophysique des sols Corine Land Cover (CLC), est marquée par l'importance des territoires agricoles (73,6 % en 2018), une proportion identique à celle de 1990 (73,6 %). La répartition détaillée en 2018 est la suivante : 
prairies (41,1 %), zones agricoles hétérogènes (19,3 %), forêts (19,3 %), terres arables (13,2 %), eaux continentales (7,1 %). L'évolution de l’occupation des sols de la commune et de ses infrastructures peut être observée sur les différentes représentations cartographiques du territoire : la carte de Cassini (XVIIIe siècle), la carte d'état-major (1820-1866) et les cartes ou photos aériennes de l'IGN pour la période actuelle (1950 à aujourd'hui).

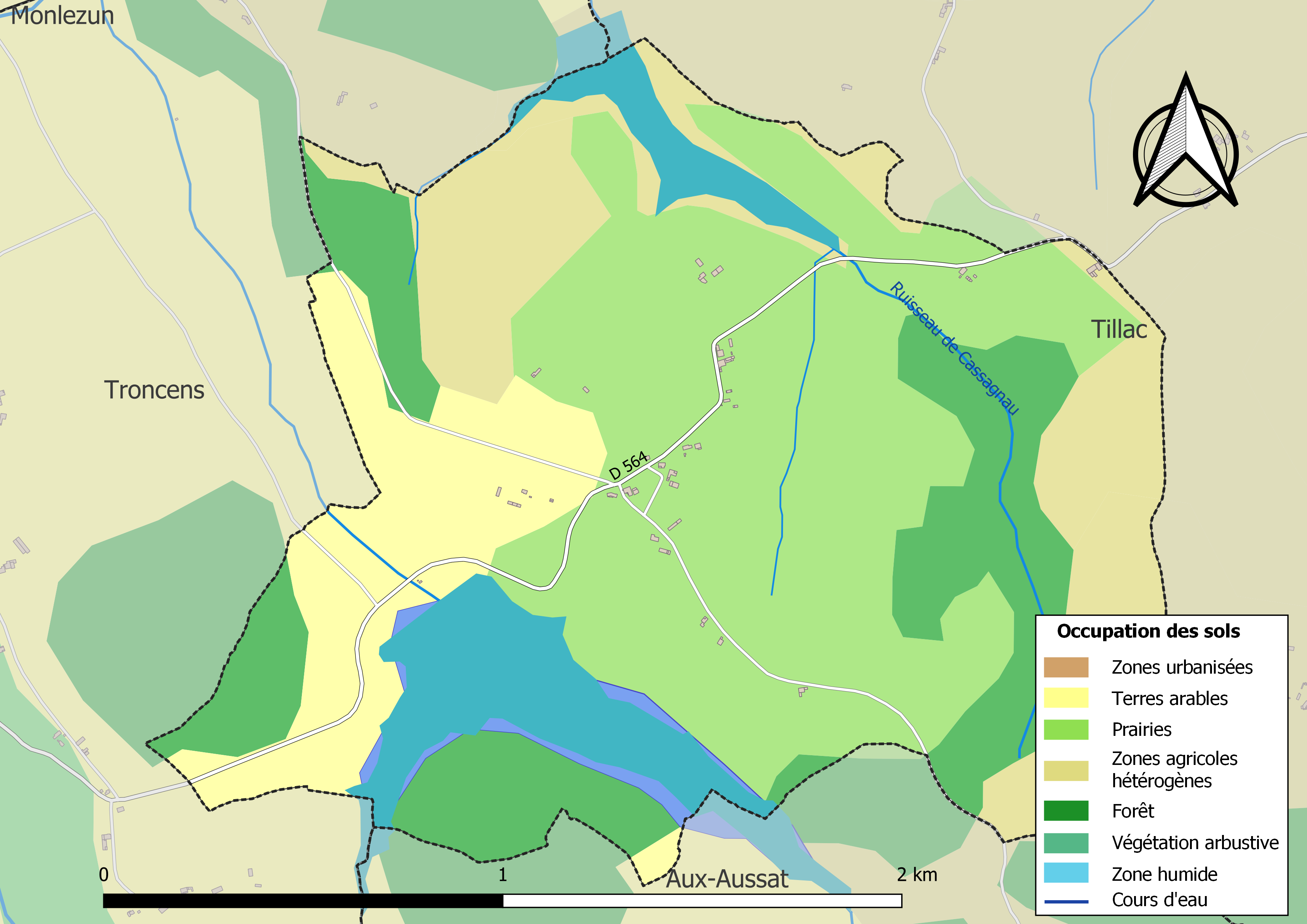
Carte des infrastructures et de l'occupation des sols de la commune en 2018 (CLC).

### Risques majeurs
Le territoire de la commune de Monpardiac est vulnérable à différents aléas naturels : météorologiques (tempête, orage, neige, grand froid, canicule ou sécheresse) et séisme (sismicité faible). Un site publié par le BRGM permet d'évaluer simplement et rapidement les risques d'un bien localisé soit par son adresse soit par le numéro de sa parcelle.

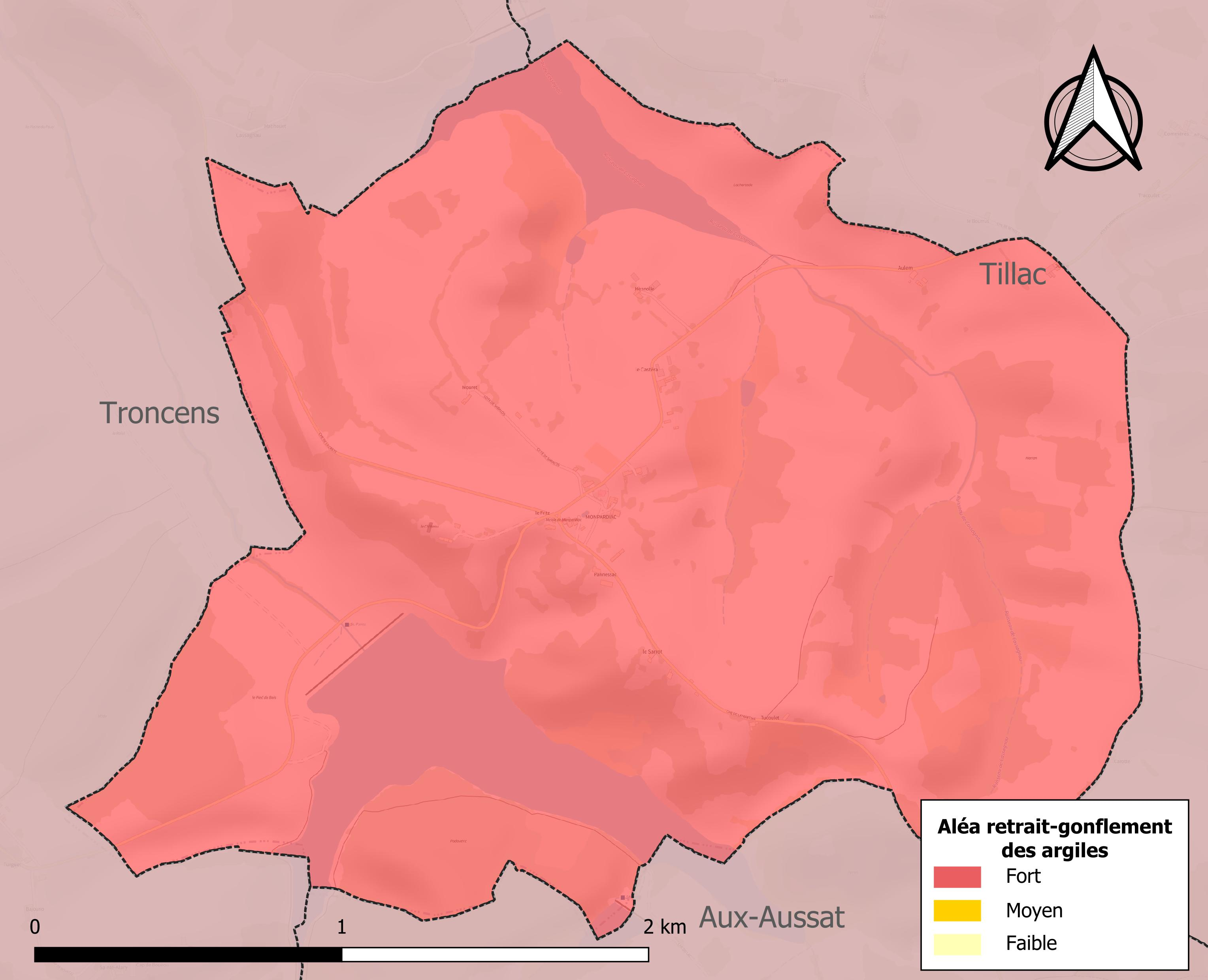
Carte des zones d'aléa retrait-gonflement des sols argileux de Monpardiac.

Le retrait-gonflement des sols argileux est susceptible d'engendrer des dommages importants aux bâtiments en cas d’alternance de périodes de sécheresse et de pluie. La totalité de la commune est en aléa moyen ou fort (94,5 % au niveau départemental et 48,5 % au niveau national). Sur les 25 bâtiments dénombrés sur la commune en 2019, 25 sont en aléa moyen ou fort, soit 100 %, à comparer aux 93 % au niveau départemental et 54 % au niveau national. Une cartographie de l'exposition du territoire national au retrait gonflement des sols argileux est disponible sur le site du BRGM,.
Par ailleurs, afin de mieux appréhender le risque d’affaissement de terrain, l'inventaire national des cavités souterraines permet de localiser celles situées sur la commune.
La commune a été reconnue en état de catastrophe naturelle au titre des dommages causés par les inondations et coulées de boue survenues en 1999 et 2009. Concernant les mouvements de terrains, la commune a été reconnue en état de catastrophe naturelle au titre des dommages causés par la sécheresse en 1989 et par des mouvements de terrain en 1999.

## Politique et administration

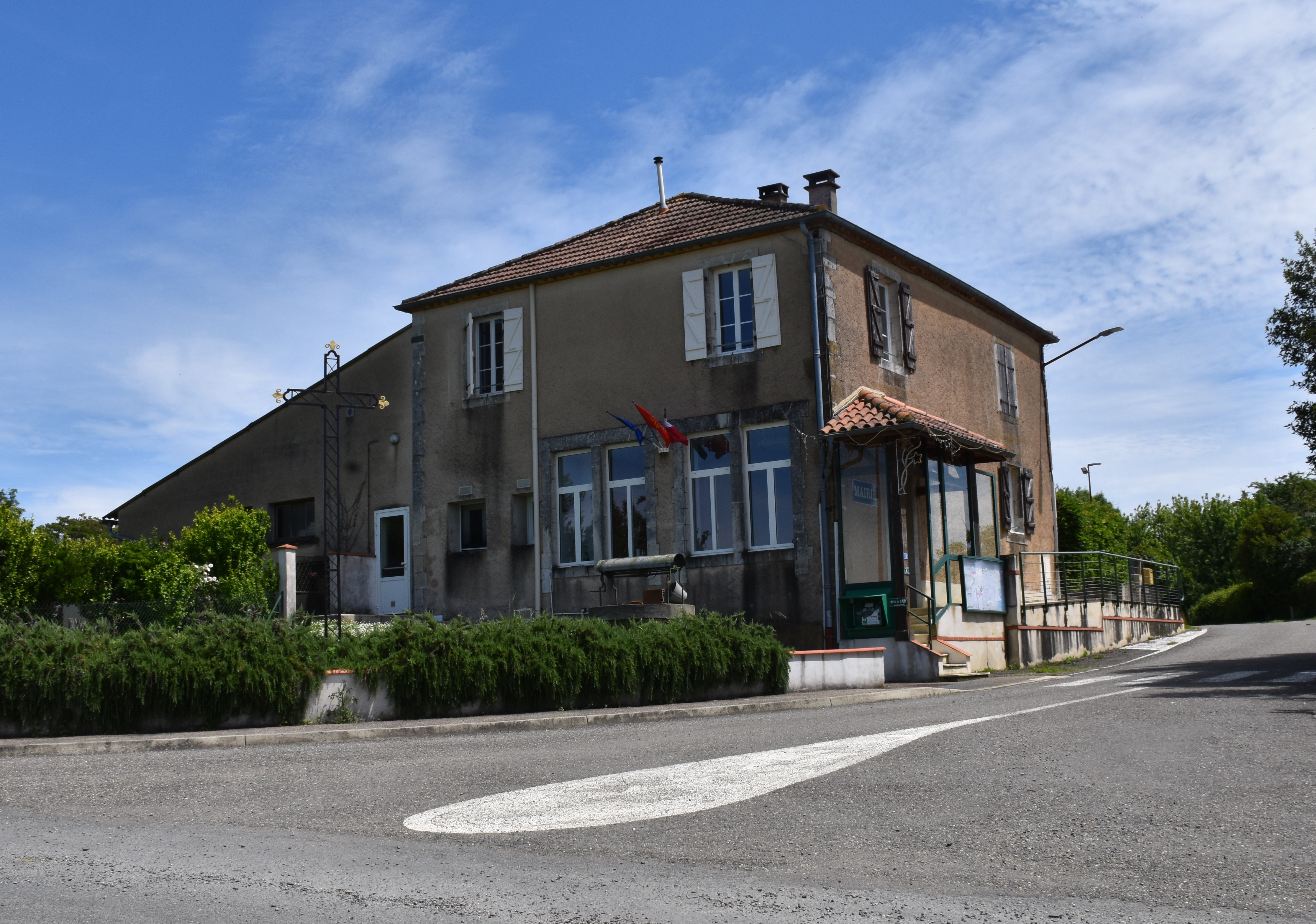
La mairie.

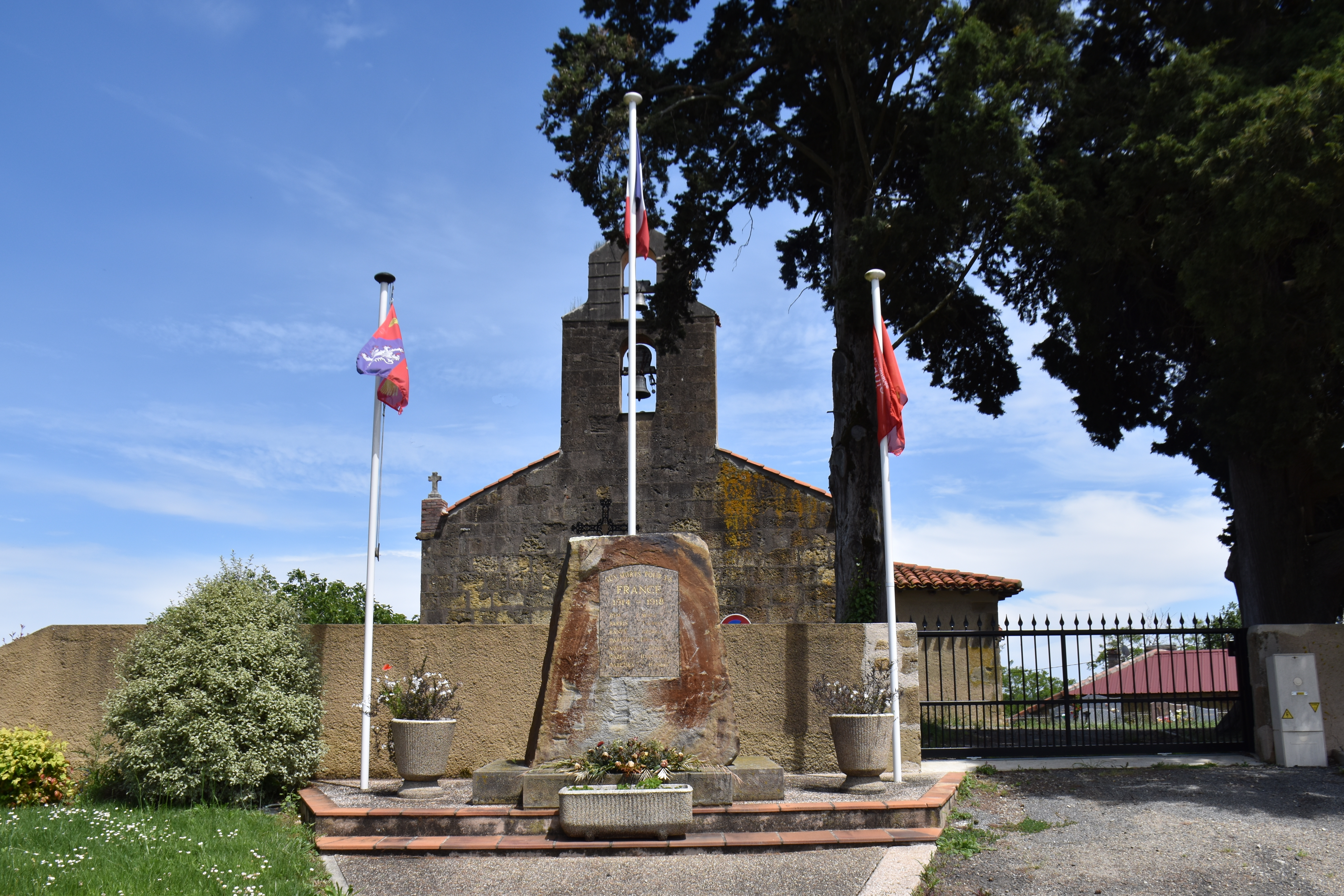
Le monument aux morts.

| Période                                  | Période  | Identité        | Étiquette | Qualité          |
| ---------------------------------------- | -------- | --------------- | --------- | ---------------- |
| mars 2001                                | 2014     | Raymond Noilhan |           |                  |
| mars 2014                                | En cours | Serge Noilhan   | PS        | Salarié agricole |
| Les données manquantes sont à compléter. |          |                 |           |                  |

## Démographie
| 1793 | 1800 | 1806 | 1821 | 1831 | 1841 | 1846 | 1851 | 1856 |
| ---- | ---- | ---- | ---- | ---- | ---- | ---- | ---- | ---- |
| 125  | 75   | 140  | 145  | 173  | 175  | 194  | 171  | 155  |

| 1861 | 1866 | 1872 | 1876 | 1881 | 1886 | 1891 | 1896 | 1901 |
| ---- | ---- | ---- | ---- | ---- | ---- | ---- | ---- | ---- |
| 144  | 146  | 147  | 141  | 126  | 119  | 124  | 109  | 102  |

| 1906 | 1911 | 1921 | 1926 | 1931 | 1936 | 1946 | 1954 | 1962 |
| ---- | ---- | ---- | ---- | ---- | ---- | ---- | ---- | ---- |
| 92   | 83   | 75   | 77   | 72   | 66   | 58   | 47   | 70   |

| 1968 | 1975 | 1982 | 1990 | 1999 | 2006 | 2007 | 2012 | 2017 |
| ---- | ---- | ---- | ---- | ---- | ---- | ---- | ---- | ---- |
| 60   | 51   | 43   | 39   | 33   | 37   | 37   | 46   | 45   |

| 2022 | - | - | - | - | - | - | - | - |
| ---- | - | - | - | - | - | - | - | - |
| 38   | - | - | - | - | - | - | - | - |

## Économie

### Emploi
|                | 2008  | 2013  | 2018  |
| -------------- | ----- | ----- | ----- |
| Commune        | 5,9 % | 4,5 % | 10 %  |
| Département    | 6,1 % | 7,5 % | 8,2 % |
| France entière | 8,3 % | 10 %  | 10 %  |

En 2018, la population âgée de 15 à 64 ans s'élève à 30 personnes, parmi lesquelles on compte 63,3 % d'actifs (53,3 % ayant un emploi et 10 % de chômeurs) et 36,7 % d'inactifs,. En  2018, le taux de chômage communal (au sens du recensement) des 15-64 ans est supérieur à celui du département et de la France, alors qu'en 2008 la situation était inverse.
La commune est hors attraction des villes,. Elle compte 2 emplois en 2018, contre 3 en 2013 et 3 en 2008. Le nombre d'actifs ayant un emploi résidant dans la commune est de 16, soit un indicateur de concentration d'emploi de 12,5 % et un taux d'activité parmi les 15 ans ou plus de 47,5 %.
Sur ces 16 actifs de 15 ans ou plus ayant un emploi, 2 travaillent dans la commune, soit 13 % des habitants. Pour se rendre au travail, 87,5 % des habitants utilisent un véhicule personnel ou de fonction à quatre roues, 6,3 % s'y rendent en deux-roues, à vélo ou à pied et 6,3 % n'ont pas besoin de transport (travail au domicile).

### Activités hors agriculture
Un seul établissement relevant d’une activité hors champ de l’agriculture est implanté  à Monpardiac au 31 décembre 2019.

### Agriculture
|               | 1988 | 2000 | 2010 | 2020 |
| ------------- | ---- | ---- | ---- | ---- |
| Exploitations | 4    | 2    | 1    | 2    |
| SAU (ha)      | 135  | 91   | 5    | 91   |

La commune est dans l'Astarac, une petite région agricole englobant tout le Sud du départementdu Gers, un quart de sa superficie, et correspond au pied de lʼéventail gascon. En 2020, l'orientation technico-économique de l'agriculture  sur la commune est la culture de céréales et/ou d'oléoprotéagineuses. Deux exploitations agricoles ayant leur siège dans la commune sont dénombrées lors du recensement agricole de 2020 (quatre en 1988). La superficie agricole utilisée est de 91 ha,,.

## Culture locale et patrimoine

### Lieux et monuments

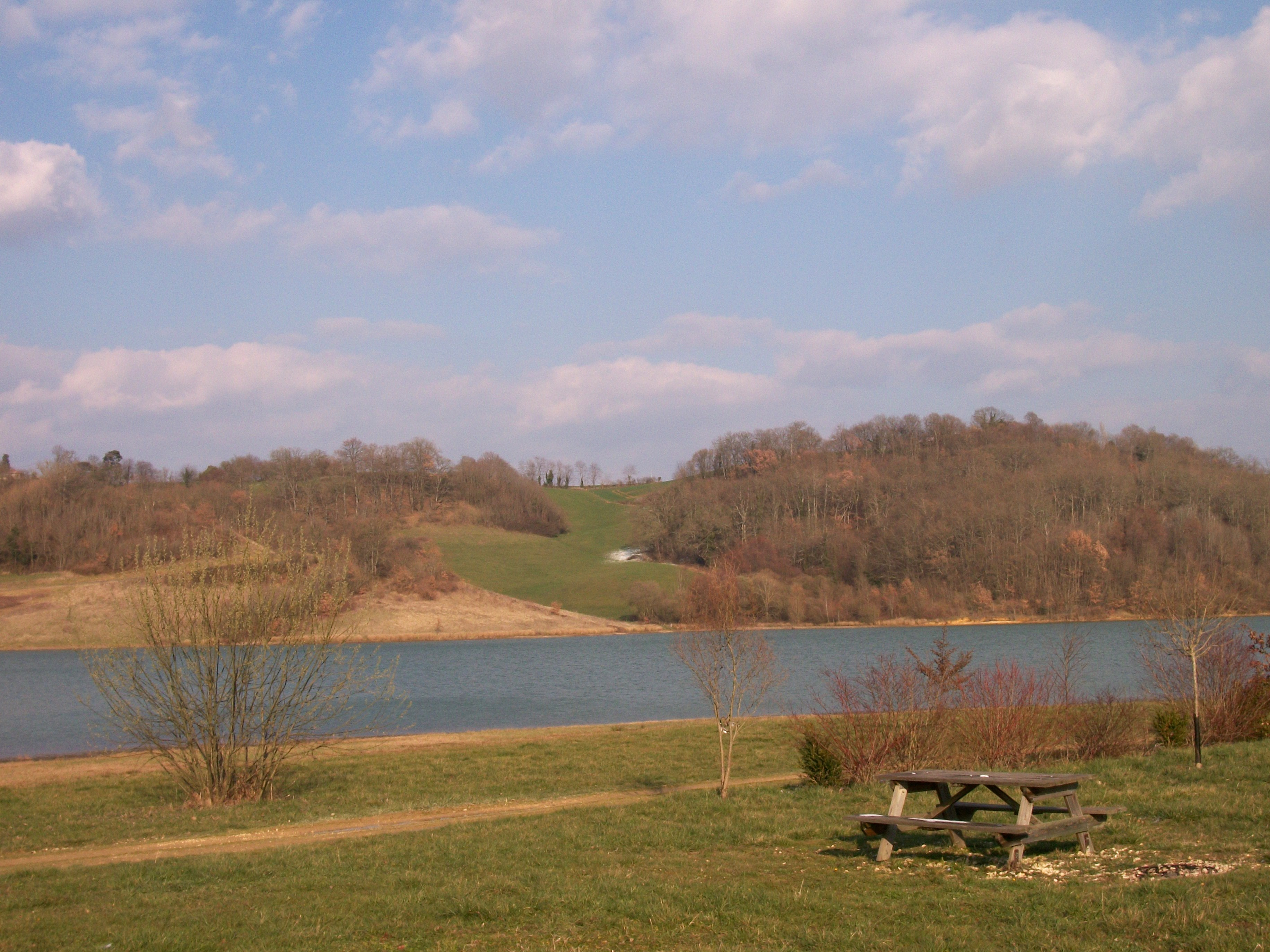
Retenue de Carbournieu.

- Le château de Monpardiac. Construit sur une « motte » historique, il n’est pas le premier de la lignée puisque les premières traces remontent aux environs du XIe siècle. Ce « dernier » château des comtes de Pardiac date du XVIIIe siècle et a connu bien des déboires. Plus ou moins abandonné depuis le début du XXe siècle, il ne subsiste qu’un tiers des édifices principaux. Aujourd'hui le domaine est privé et les dépendances du château ont été reconverties en gîtes.
- Le château du Box de Peyan[27].
- Retenue d'eau de Carbournieu.
- Église Saint-Laurent de Monpardiac.

## Tourisme et hébergement
Hébergement de groupe
Les gîtes du Château de Monpardiac sont aménagés dans les dépendances du château qui fait aujourd’hui l’objet d’une restauration.
La propriété située en position dominante surplombe le lac de Monpardiac sur sa partie septentrionale et ouvre sur les vallons gersois au nord et à l’est.
Les gîtes  peuvent accueillir entre 4 et 9 personnes et sont disponibles à la location individuellement.
Il est possible aussi de réserver la totalité du domaine pour organiser des événements privés ou professionnels soit 30 couchages au total.
À 10 minutes de Marciac et de son festival international de jazz, à 3 km du golf de Pallanne, à une heure des Pyrénées et moins de deux heures de Biarritz, les gîtes du château de Monpardiac sont un lieu d'hébergement stratégique pour découvrir la région.